# Bröderna Duffer
Matt och Ross Duffer, kända professionellt som Bröderna Duffer (the Duffer Brothers), födda 15 februari 1984 i Durham i North Carolina, är ett amerikanskt tvillingpar som är filmregissörer, filmproducenter och manusförfattare. De är mest kända som upphovsmän till serien Stranger Things som visas på Netflix. De har också skrivit och producerat skräckfilmen Hidden och har skrivit avsnitt till Wayward Pines. Alla deras projekt har de gjort som en duo.

## Bakgrund och karriär
Bröderna Duffer föddes och växte upp i Durham, North Carolina. De började göra filmer i tredje klass med hjälp av en Hi8 videokamera som de fått från sina föräldrar. De gick på Duke School for Children, en privat förortsskola och sedan på Charles E. Jordan High School. Senare flyttade de till Orange, Kalifornien, för att studera film på Chapman Universitys Dodge College of Film and Media Arts, där de tog examen 2007. Efter att ha skrivit och/eller regisserat ett antal kortfilmer, blev deras manus för den post-apokalyptiska skräckfilmen Hidden förvärvat 2011 av Warner Bros. Pictures. Bröderna regisserade filmen 2012, som sedan släpptes 2015. Regissören M. Night Shyamalan läste manuset och anställde dem som författare/producenter på TV-serien Wayward Pines som sändes på Fox.
I december 2015 gifte sig Ross Duffer med regissören Leigh Janiak i Palm Springs. Paret träffades 2006 på ett produktionsbolag i Los Angeles, där hon var assistent till producenten och Ross var praktikant.

## Filmografi

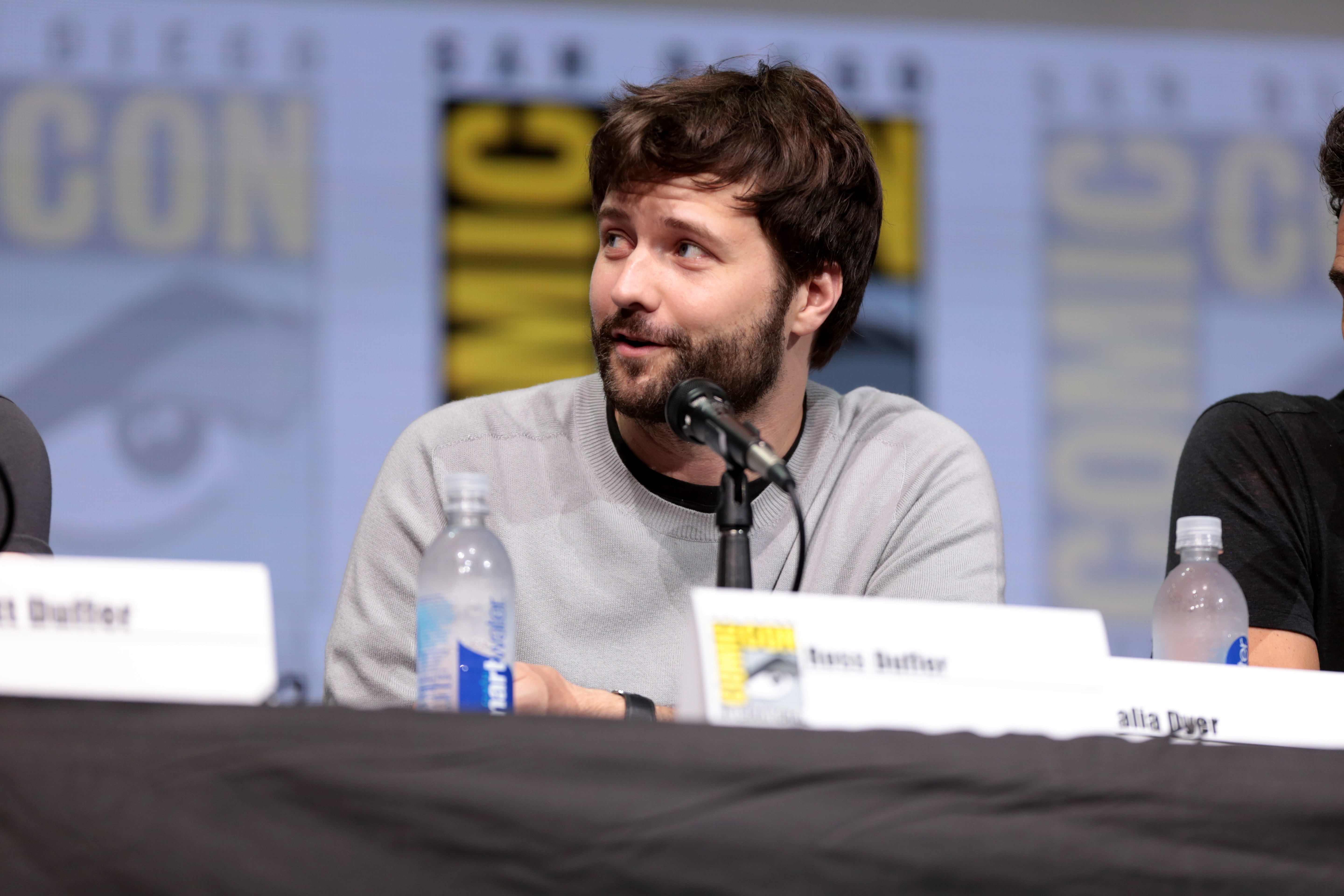
Ross Duffer på San Diego Comic-Con International 2017 för Stranger Things

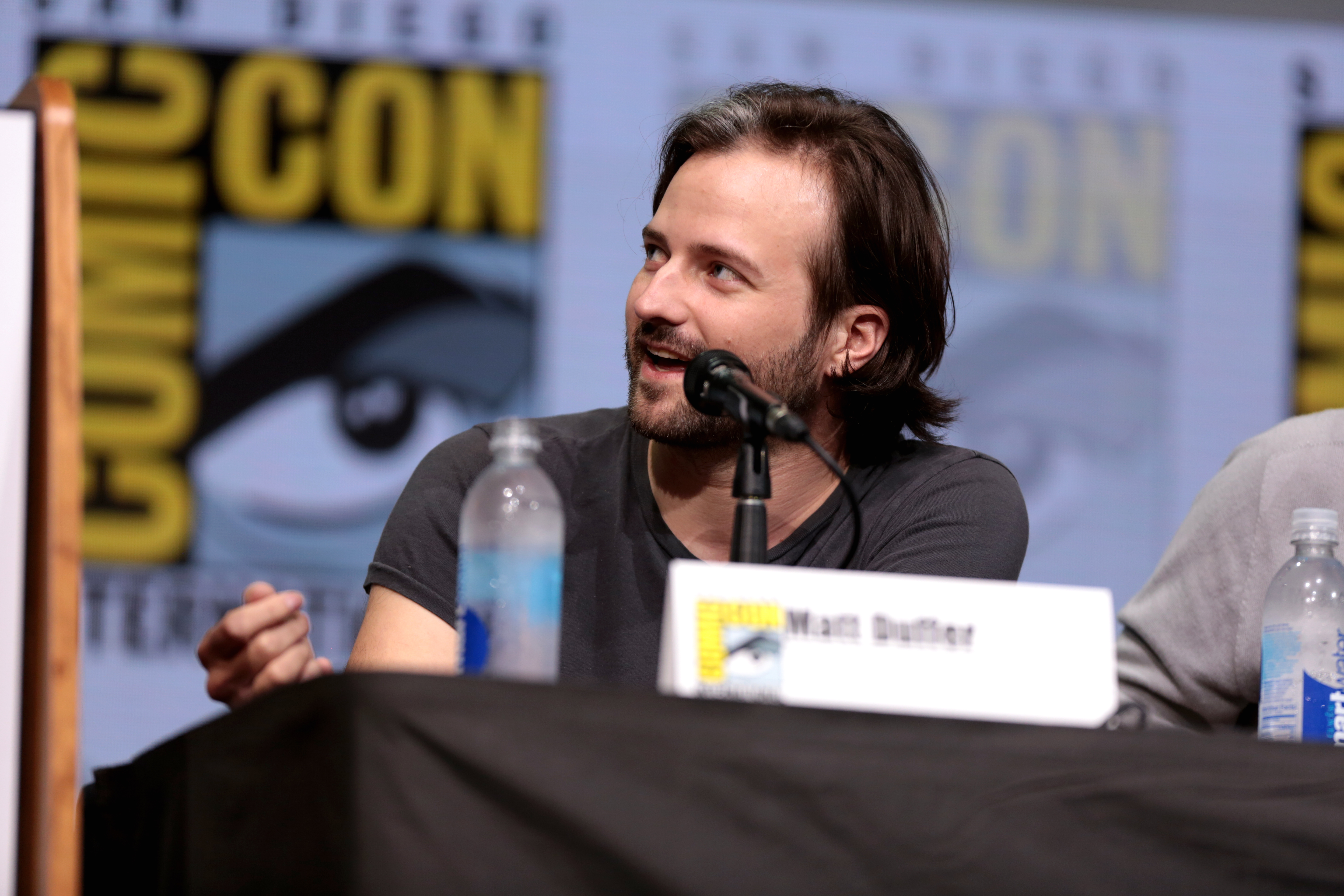
Matt Duffer på San Diego Comic-Con International 2017 för Stranger Things

### Filmer
| År   | Titel                    | Credit     | Credit     | Credit      | Credit   | Anmärkningar                                                                                  |
| År   | Titel                    | Regissörer | Författare | Producenter | Klippare | Anmärkningar                                                                                  |
| ---- | ------------------------ | ---------- | ---------- | ----------- | -------- | --------------------------------------------------------------------------------------------- |
| 2005 | We All Fall Down         | Ja         | Ja         | Nej         | Nej      | Kortfilm                                                                                      |
| 2006 | The Big Toe              | Nej        | Nej        | Nej         | Ja       | Kortfilm                                                                                      |
| 2007 | Eater                    | Ja         | Ja         | Ja          | Nej      | Kortfilm                                                                                      |
| 2008 | Saturday Night at Norm's | Nej        | Nej        | Ja          | Nej      | Kortfilm                                                                                      |
| 2008 | The Milkman              | Nej        | Nej        | Ja          | Nej      | Kortfilm Också skådespelare: tjänsteman (Matt Duffer), förbipasserande gangster (Ross Duffer) |
| 2009 | Abraham's Boys           | Ja         | Ja         | Ja          | Ja       | Kortfilm                                                                                      |
| 2009 | Road to Moloch           | Nej        | Ja         | Nej         | Nej      | Kortfilm                                                                                      |
| 2012 | Vessel                   | Nej        | Ja         | Nej         | Nej      | Kortfilm                                                                                      |
| 2015 | Hidden                   | Ja         | Ja         | Nej         | Nej      |                                                                                               |

### TV
| År          | Serie           | Credit     | Credit     | Credit        | Credit  | Anmärkningar |
| År          | Serie           | Regissörer | Författare | Producenter   | Annat   | Anmärkningar |
| ----------- | --------------- | ---------- | ---------- | ------------- | ------- | ------------ |
| 2015–2016   | Wayward Pines   | Nej        | Ja         | Verkställande | —       |              |
| 2016–framåt | Stranger Things | Ja         | Ja         | Verkställande | Skapare |              |

## Utmärkelser och nomineringar
| År   | Utmärkelse                       | Kategori                                     | Titel                                                   | Resultat  | Ref.          |
| ---- | -------------------------------- | -------------------------------------------- | ------------------------------------------------------- | --------- | ------------- |
| 2016 | American Film Institute Award    | Top 10 TV Programs of the Year               | Stranger Things                                         | Vann      | [ 5 ]         |
| 2016 | Critics' Choice Television Award | Best Drama Series                            | Stranger Things                                         | Nominerad | [ 6 ] [ 7 ]   |
| 2016 | Critics' Choice Television Award | Most Bingeworthy Show                        | Stranger Things                                         | Nominerad | [ 6 ] [ 7 ]   |
| 2017 | American Film Institute Award    | Top 10 TV Programs of the Year               | Stranger Things                                         | Vann      | [ 8 ]         |
| 2017 | Bram Stoker Award                | Best Screenplay                              | Stranger Things för "Del Ett: Will Byers försvinnande"  | Nominerad | [ 9 ]         |
| 2017 | Bram Stoker Award                | Best Screenplay                              | Stranger Things för "Del åtta: Upp och ner"             | Nominerad | [ 9 ]         |
| 2017 | Bram Stoker Award                | Superior Achievement in a Screenplay         | Stranger Things för "Del Ett: MAD MAX"                  | Nominerad | [ 10 ]        |
| 2017 | British Academy Television Award | Best International Programme                 | Stranger Things                                         | Nominerad | [ 11 ]        |
| 2017 | Directors Guild of America Award | Outstanding Directing – Drama Series         | Stranger Things för "Del Ett : Will Byers försvinnande" | Nominerad | [ 12 ]        |
| 2017 | Dorian Award                     | TV Drama of the Year                         | Stranger Things                                         | Nominerad | [ 13 ]        |
| 2017 | Dragon Award                     | Best Science Fiction or Fantasy TV Series    | Stranger Things                                         | Vann      | [ 14 ]        |
| 2017 | Empire Award                     | Best TV Series                               | Stranger Things                                         | Nominerad | [ 15 ]        |
| 2017 | Fangoria Chainsaw Award          | Best TV Series                               | Stranger Things                                         | Vann      | [ 16 ]        |
| 2017 | Golden Globe Award               | Best Television Series – Drama               | Stranger Things                                         | Nominerad | [ 17 ]        |
| 2017 | Hugo Award                       | Best Dramatic Presentation                   | Stranger Things för season 1 of Stranger Things         | Nominerad | [ 18 ]        |
| 2017 | MTV Movie & TV Award             | Best Show                                    | Stranger Things                                         | Vann      | [ 19 ]        |
| 2017 | National Television Award        | Best Period Drama                            | Stranger Things                                         | Nominerad | [ 20 ]        |
| 2017 | NME Award                        | Best TV Series                               | Stranger Things                                         | Nominerad | [ 21 ]        |
| 2017 | People's Choice Award            | Favorite TV Show                             | Stranger Things                                         | Nominerad | [ 22 ]        |
| 2017 | Primetime Emmy Award             | Outstanding Directing för a Drama Series     | Stranger Things för "Del Ett : Will Byers försvinnande" | Nominerad | [ 23 ]        |
| 2017 | Primetime Emmy Award             | Outstanding Drama Series                     | Stranger Things                                         | Nominerad | [ 23 ]        |
| 2017 | Primetime Emmy Award             | Outstanding Writing för a Drama Series       | Stranger Things för "Del Ett : Will Byers försvinnande" | Nominerad | [ 23 ]        |
| 2017 | Producers Guild of America Award | Best Episodic Drama                          | Stranger Things                                         | Vann      | [ 24 ]        |
| 2017 | Satellite Award                  | Best Television Series – Genre               | Stranger Things                                         | Nominerad | [ 25 ]        |
| 2017 | Saturn Award                     | Best New Media Television Series             | Stranger Things                                         | Vann      | [ 26 ] [ 27 ] |
| 2017 | Shorty Award                     | Best TV Show                                 | Stranger Things                                         | Nominerad | [ 28 ]        |
| 2017 | TCA Award                        | Outstanding Achievement in Drama             | Stranger Things                                         | Nominerad | [ 29 ]        |
| 2017 | TCA Award                        | Outstanding New Program                      | Stranger Things                                         | Nominerad | [ 29 ]        |
| 2017 | TCA Award                        | Program of the Year                          | Stranger Things                                         | Nominerad | [ 29 ]        |
| 2017 | Teen Choice Award                | Choice Breakout Series                       | Stranger Things                                         | Nominerad | [ 30 ]        |
| 2017 | Teen Choice Award                | Choice Fantasy/Sci-Fi Series                 | Stranger Things                                         | Nominerad | [ 30 ]        |
| 2017 | Writers Guild of America Award   | Television: Dramatic Series                  | Stranger Things                                         | Nominerad | [ 31 ]        |
| 2017 | Writers Guild of America Award   | Television: New Series                       | Stranger Things                                         | Nominerad | [ 31 ]        |
| 2018 | Critics' Choice Television Award | Best Drama Series                            | Stranger Things                                         | Nominerad | [ 32 ]        |
| 2018 | Directors Guild of America Award | Outstanding Directing – Drama Series         | Stranger Things för "Del nio: Porten"                   | Nominerad | [ 33 ]        |
| 2018 | Empire Award                     | Best TV Series                               | Stranger Things                                         | Nominerad | [ 34 ]        |
| 2018 | Golden Globe Award               | Best Television Series – Drama               | Stranger Things                                         | Nominerad | [ 35 ]        |
| 2018 | MTV Movie & TV Award             | Best Show                                    | Stranger Things                                         | Vann      | [ 36 ]        |
| 2018 | Nickelodeon Kids' Choice Award   | Favorite TV Show                             | Stranger Things                                         | Vann      | [ 37 ]        |
| 2018 | NME Award                        | Best TV Series                               | Stranger Things                                         | Vann      | [ 38 ]        |
| 2018 | Primetime Emmy Award             | Outstanding Directing för a Drama Series     | Stranger Things för "Del nio: Porten"                   | Nominerad | [ 39 ]        |
| 2018 | Primetime Emmy Award             | Outstanding Drama Series                     | Stranger Things                                         | Nominerad | [ 39 ]        |
| 2018 | Primetime Emmy Award             | Outstanding Writing för a Drama Series       | Stranger Things för "Del nio: Porten"                   | Nominerad | [ 39 ]        |
| 2018 | Producers Guild of America Award | Best Episodic Drama                          | Stranger Things                                         | Nominerad | [ 40 ]        |
| 2018 | Satellite Award                  | Best Television Series – Genre               | Stranger Things                                         | Nominerad | [ 41 ]        |
| 2018 | Saturn Award                     | Best New Media Television Series             | Stranger Things                                         | Nominerad | [ 42 ]        |
| 2018 | Teen Choice Award                | Choice Fantasy/Sci-Fi Series                 | Stranger Things                                         | Nominerad | [ 43 ]        |
| 2018 | Writers Guild of America Award   | Television: Dramatic Series                  | Stranger Things                                         | Nominerad | [ 44 ]        |
| 2019 | Grammy Award                     | Best Compilation Soundtrack för Visual Media | Stranger Things                                         | Nominerad | [ 45 ]        |
| 2019 | Nickelodeon Kids' Choice Award   | Favorite TV Drama                            | Stranger Things                                         | Nominerad | [ 46 ]        |
| 2019 | Saturn Award                     | Best Streaming Horror & Thriller Series      | Stranger Things                                         | Vann      | [ 47 ]        |
| 2019 | Teen Choice Award                | Choice Summer TV Show                        | Stranger Things                                         | Vann      | [ 48 ]        |

Noter:
1. ↑  Delad med Luke Cage